# Morti nel 1954

## Gennaio(73)
- 1º gennaio - Giuseppe Aonzo, comandante marittimo e militare italiano (n. 1887)
- 1º gennaio - Leonard Bacon, poeta, critico letterario e traduttore statunitense (n. 1887)
- 1º gennaio - Jules Brocherel, etnologo italiano (n. 1871)
- 1º gennaio - Duff Cooper, politico britannico (n. 1890)
- 1º gennaio - José Millán-Astray, generale e politico spagnolo (n. 1879)
- 1º gennaio - Ugo Sirovich, magistrato e politico italiano (n. 1878)
- 3 gennaio - Elena Farago, poetessa, traduttrice e scrittrice rumena (n. 1878)
- 3 gennaio - Christian Lautenschlager, pilota automobilistico tedesco (n. 1877)
- 3 gennaio - Giorgio Rimini, ingegnere, imprenditore e dirigente sportivo italiano (n. 1889)
- 4 gennaio - Alessandro Arcangeli, politico italiano (n. 1910)
- 4 gennaio - Enrico Cavacchioli, commediografo, giornalista e poeta italiano (n. 1885)
- 5 gennaio - Lillian Rich, attrice inglese (n. 1900)
- 5 gennaio - Aimé Félix Tschiffely, scrittore svizzero (n. 1895)
- 6 gennaio - Rabbit Maranville, giocatore di baseball e allenatore di baseball statunitense (n. 1891)
- 6 gennaio - Roberto Gomes Pedrosa, calciatore e dirigente sportivo brasiliano (n. 1913)
- 7 gennaio - Bruno Angoletta, illustratore e fumettista italiano (n. 1889)
- 7 gennaio - Léon Bary, attore francese (n. 1880)
- 7 gennaio - Alexandru Cisar, arcivescovo cattolico rumeno (n. 1880)
- 7 gennaio - Louis Leschi, storico francese (n. 1893)
- 7 gennaio - Emil Uzelac, generale e aviatore croato (n. 1867)
- 8 gennaio - Eduard Wiiralt, pittore estone (n. 1898)
- 9 gennaio - Jean Brusselmans, pittore belga (n. 1884)
- 10 gennaio - Oscar Brockmeyer, calciatore statunitense (n. 1883)
- 10 gennaio - André Chotin, regista francese (n. 1892)
- 10 gennaio - Rocky Kansas, pugile statunitense (n. 1895)
- 10 gennaio - Rinaldo Rigola, sindacalista e politico italiano (n. 1868)
- 11 gennaio - John Allsebrook Simon, politico britannico (n. 1873)
- 11 gennaio - Iti Bacci, politico e dirigente sportivo italiano (n. 1892)
- 11 gennaio - Oscar Straus, compositore austriaco (n. 1870)
- 12 gennaio - William Blandy, ammiraglio statunitense (n. 1890)
- 12 gennaio - Ellen Thesleff, pittrice finlandese (n. 1869)
- 15 gennaio - Alberto Albertini, giornalista e scrittore italiano (n. 1879)
- 16 gennaio - Ernesto Dominici, cantante lirico italiano (n. 1893)
- 16 gennaio - Michail Michajlovič Prišvin, scrittore russo (n. 1873)
- 16 gennaio - Edoardo Rubino, scultore e disegnatore italiano (n. 1871)
- 17 gennaio - Leonard Eugene Dickson, matematico statunitense (n. 1874)
- 17 gennaio - John Rigby Poyser, architetto britannico (n. 1872)
- 17 gennaio - Paul Scardon, attore e regista australiano (n. 1874)
- 18 gennaio - Sydney Greenstreet, attore e imprenditore britannico (n. 1879)
- 18 gennaio - Maria Hardouin, nobile italiana (n. 1864)
- 18 gennaio - Herbert Heyner, baritono inglese (n. 1882)
- 19 gennaio - Mohamed Amin Didi, politico maldiviano (n. 1910)
- 19 gennaio - Theodor Kaluza, matematico e fisico tedesco (n. 1885)
- 19 gennaio - Cornelius van Oyen, tiratore a segno tedesco (n. 1886)
- 19 gennaio - Eduardo Zumpano, politico italiano (n. 1898)
- 20 gennaio - Pietro Casu, presbitero, scrittore e filologo italiano (n. 1878)
- 20 gennaio - Josef Krämer, tiratore di fune, ginnasta e altista tedesco (n. 1878)
- 20 gennaio - Gavino Matta, pugile italiano (n. 1910)
- 20 gennaio - Enrique Nieto, architetto spagnolo (n. 1880)
- 20 gennaio - Wilhelm Ritzenhoff, tiratore di fune, velocista e lunghista tedesco (n. 1878)
- 21 gennaio - Edmund Kerchever Chambers, storico britannico (n. 1866)
- 21 gennaio - Denis Fahey, presbitero, teologo e scrittore irlandese (n. 1883)
- 22 gennaio - Luca Ermenegildo Pasetto, patriarca cattolico italiano (n. 1871)
- 22 gennaio - Nikolaj Suetin, designer e grafico russo (n. 1897)
- 22 gennaio - Margherita di Prussia, principessa prussiana (n. 1872)
- 23 gennaio - Luigi Buscalioni, biologo e botanico italiano (n. 1863)
- 23 gennaio - Paola Lombroso Carrara, giornalista, scrittrice e pedagogista italiana (n. 1871)
- 26 gennaio - Carl Eldh, artista e scultore svedese (n. 1873)
- 28 gennaio - Alfredo Bartoli, latinista e traduttore italiano (n. 1872)
- 28 gennaio - William R. Cosentini, ingegnere e imprenditore statunitense (n. 1911)
- 28 gennaio - Ernest Esclangon, matematico e astronomo francese (n. 1876)
- 28 gennaio - Margherita Nugent, scrittrice, critica d'arte e collezionista d'arte italiana (n. 1891)
- 29 gennaio - Walter Conrad Arensberg, collezionista d'arte, critico d'arte e poeta statunitense (n. 1878)
- 29 gennaio - George Cattanach, giocatore di lacrosse canadese (n. 1878)
- 29 gennaio - Abraham Oyanedel, giurista, politico e avvocato cileno (n. 1874)
- 30 gennaio - Guido Cirilli, architetto italiano (n. 1871)
- 30 gennaio - Alfredo De Sanctis, attore italiano (n. 1865)
- 30 gennaio - Gino Loria, matematico italiano (n. 1862)
- 30 gennaio - Henry Braid Wilson, ammiraglio statunitense (n. 1861)
- 31 gennaio - Edwin Howard Armstrong, ingegnere elettrico e inventore statunitense (n. 1890)
- 31 gennaio - Florence Bates, attrice statunitense (n. 1888)
- 31 gennaio - Adolfo Franci, sceneggiatore e critico cinematografico italiano (n. 1895)
- 31 gennaio - Vivian Woodward, calciatore inglese (n. 1879)

## Febbraio(69)
- 1º febbraio - Renzo Bettini, calciatore e allenatore di calcio italiano (n. 1913)
- 1º febbraio - Siegfried Breuer, attore, sceneggiatore e regista austriaco (n. 1906)
- 1º febbraio - Davide Giordano, chirurgo, storico e politico italiano (n. 1864)
- 2 febbraio - Edith How-Martyn, attivista britannica (n. 1875)
- 2 febbraio - Heinz Schattner, sollevatore tedesco (n. 1912)
- 2 febbraio - Hella Wuolijoki, scrittrice, imprenditrice e politica finlandese (n. 1886)
- 3 febbraio - Jalmari Holopainen, calciatore finlandese (n. 1892)
- 3 febbraio - Ionel Teodoreanu, scrittore e avvocato romeno (n. 1897)
- 4 febbraio - Henri Scharry, calciatore lussemburghese (n. 1904)
- 5 febbraio - Léon Bertin, zoologo francese (n. 1896)
- 5 febbraio - Alberto Braglia, ginnasta italiano (n. 1883)
- 5 febbraio - Vittorio Gnecchi, compositore italiano (n. 1876)
- 5 febbraio - Cesare Sessa, politico e partigiano italiano (n. 1885)
- 6 febbraio - Paul Althouse, tenore statunitense (n. 1889)
- 6 febbraio - Friedrich Meinecke, storico tedesco (n. 1862)
- 7 febbraio - Paul Duden, chimico tedesco (n. 1868)
- 7 febbraio - Paul von Schoenaich, militare e giornalista tedesco (n. 1866)
- 7 febbraio - Battling Nelson, pugile danese (n. 1882)
- 8 febbraio - Ronald Niel Stuart, militare britannico (n. 1886)
- 8 febbraio - Laurence Trimble, regista, sceneggiatore e attore statunitense (n. 1885)
- 9 febbraio - Gaspare Pisciotta, criminale italiano (n. 1924)
- 10 febbraio - Väinö Ikonen, lottatore finlandese (n. 1895)
- 10 febbraio - Wilhelm Schmidt, etnologo, antropologo e linguista austriaco (n. 1868)
- 11 febbraio - Henry Brawley, maratoneta statunitense (n. 1876)
- 11 febbraio - Pierre Charles, presbitero, filosofo e teologo belga (n. 1883)
- 12 febbraio - Luigi Bonelli, scrittore e sceneggiatore italiano (n. 1892)
- 12 febbraio - Emilio Settimelli, scrittore italiano (n. 1891)
- 12 febbraio - Dziga Vertov, regista e sceneggiatore sovietico (n. 1896)
- 13 febbraio - John Bagni, attore e scrittore statunitense (n. 1910)
- 13 febbraio - Agnes Macphail, politica, giornalista e insegnante canadese (n. 1890)
- 13 febbraio - Emilio Chironi, ciclista su strada italiano (n. 1888)
- 13 febbraio - Guillaume Seznec, francese (n. 1878)
- 14 febbraio - Karl-Heinrich Brenner, generale tedesco (n. 1895)
- 14 febbraio - Vincenzo Cavalla, arcivescovo cattolico e biblista italiano (n. 1902)
- 14 febbraio - Henri Laurent, schermidore francese (n. 1881)
- 14 febbraio - Larry Russell, compositore statunitense (n. 1913)
- 15 febbraio - Achille Colas, ciclista su strada francese (n. 1874)
- 15 febbraio - Maxime Real del Sarte, scultore e politico francese (n. 1888)
- 16 febbraio - Senda Berenson Abbott, allenatrice di pallacanestro statunitense (n. 1868)
- 16 febbraio - Marica Gregorič-Stepančič, scrittrice, poetessa e traduttrice italiana (n. 1874)
- 16 febbraio - Umberto Vecchina, calciatore italiano (n. 1893)
- 17 febbraio - Erik Bergqvist, pallanuotista e calciatore svedese (n. 1891)
- 17 febbraio - Secondo Polazzo, funzionario italiano (n. 1892)
- 18 febbraio - Marcel Barrière, romanziere e saggista francese (n. 1860)
- 18 febbraio - Ruth Comfort Mitchell, scrittrice statunitense (n. 1882)
- 18 febbraio - Joseph Segond, filosofo francese (n. 1872)
- 18 febbraio - Manfred Stern, militare e agente segreto austro-ungarico (n. 1896)
- 19 febbraio - Erik Norberg, ginnasta svedese (n. 1883)
- 19 febbraio - Axel Pehrsson, politico svedese (n. 1893)
- 19 febbraio - Vladimir Wiese, esploratore e oceanografo russo (n. 1886)
- 20 febbraio - Fortunato Maria Farina, arcivescovo cattolico italiano (n. 1881)
- 21 febbraio - William K. Howard, regista, sceneggiatore e produttore cinematografico statunitense (n. 1899)
- 22 febbraio - Robert Leavitt, ostacolista statunitense (n. 1883)
- 22 febbraio - Giovanni Oriolo, prefetto e politico italiano (n. 1878)
- 23 febbraio - Igino Borin, politico italiano (n. 1890)
- 23 febbraio - Jacques Mieses, scacchista tedesco (n. 1865)
- 24 febbraio - Adolfo Berio, magistrato e politico italiano (n. 1868)
- 24 febbraio - Fabio Conforto, matematico italiano (n. 1909)
- 24 febbraio - Ferenc Herczeg, scrittore ungherese (n. 1863)
- 24 febbraio - Théophile Robert, pittore svizzero (n. 1879)
- 25 febbraio - Pietro Barbieri, calciatore italiano (n. 1901)
- 25 febbraio - Juan Cilley, calciatore argentino (n. 1898)
- 25 febbraio - Jurij Janovs'kyj, scrittore ucraino (n. 1902)
- 25 febbraio - Auguste Perret, architetto e imprenditore francese (n. 1874)
- 26 febbraio - Edoardo Nicolardi, poeta, paroliere e giornalista italiano (n. 1878)
- 27 febbraio - Bobby Ball, pilota automobilistico statunitense (n. 1925)
- 28 febbraio - Olga Gorgoni, attrice italiana (n. 1922)
- 28 febbraio - Salvatore Italia, politico e avvocato italiano (n. 1896)
- 28 febbraio - Raffaele Recca, politico italiano (n. 1900)

## Marzo(61)
- 1º marzo - Gian Giuseppe Mancini, architetto, scenografo e pittore italiano (n. 1881)
- 2 marzo - Paul Marion, giornalista francese (n. 1899)
- 3 marzo - Ambrogio Annoni, architetto e teorico dell'architettura italiano (n. 1882)
- 3 marzo - Cesare Brambilla, ciclista su strada italiano (n. 1885)
- 3 marzo - Emily Fitzroy, attrice britannica (n. 1860)
- 3 marzo - Hugh Roddin, pugile britannico (n. 1887)
- 3 marzo - Alfredo Siniscalchi, funzionario italiano (n. 1885)
- 3 marzo - George Wiley, pistard statunitense (n. 1881)
- 4 marzo - Georg Göhler, compositore, direttore d'orchestra e critico musicale tedesco (n. 1874)
- 4 marzo - Robert Walker, attore statunitense (n. 1888)
- 5 marzo - Ernst von Hohenberg, nobile austriaco (n. 1904)
- 5 marzo - Kunio Kishida, scrittore giapponese (n. 1890)
- 5 marzo - Georg Tengwall, velista svedese (n. 1896)
- 6 marzo - Carlo Edoardo di Sassonia-Coburgo-Gotha, nobile (n. 1884)
- 6 marzo - Hermann Dietrich, politico tedesco (n. 1879)
- 6 marzo - Massimo Massimi, cardinale italiano (n. 1877)
- 7 marzo - Otto Paul Hermann Diels, chimico tedesco (n. 1876)
- 7 marzo - William Harrison Hays, politico statunitense (n. 1879)
- 8 marzo - John L. Balderston, commediografo e scrittore statunitense (n. 1889)
- 9 marzo - Eva Ahnert-Rohlfs, astronoma tedesca (n. 1912)
- 9 marzo - Vagn Walfrid Ekman, fisico svedese (n. 1874)
- 9 marzo - Clara Westhoff, scultrice tedesca (n. 1878)
- 10 marzo - Michele De Marco, poeta, commediografo e giornalista italiano (n. 1884)
- 10 marzo - Ralph Leatham, ammiraglio britannico (n. 1886)
- 10 marzo - Evelyn Beatrice Longman, scultrice statunitense (n. 1874)
- 11 marzo - Frank Newton, trombettista statunitense (n. 1906)
- 11 marzo - Emmeline Pethick-Lawrence, attivista britannica (n. 1867)
- 11 marzo - Gino Visonà, compositore e organista italiano (n. 1880)
- 12 marzo - Walter Andrews, pistard canadese (n. 1881)
- 12 marzo - Ferdinando Bernini, politico italiano (n. 1891)
- 12 marzo - Chester M. Franklin, regista e attore statunitense (n. 1890)
- 12 marzo - Marianne Weber, sociologa e politica tedesca (n. 1870)
- 13 marzo - Alfred Jeanroy, linguista e filologo francese (n. 1859)
- 13 marzo - Arthur Anselm Pearson, micologo britannico (n. 1874)
- 14 marzo - Štefan Biró, calciatore ungherese (n. 1913)
- 14 marzo - Otto Gebühr, attore e regista teatrale tedesco (n. 1877)
- 15 marzo - Émile Gabory, storico, poeta e archivista francese (n. 1872)
- 15 marzo - Benito Mosso, calciatore argentino (n. 1894)
- 15 marzo - Charles Piroth, militare francese (n. 1906)
- 17 marzo - Victor Rousseau, scultore belga (n. 1865)
- 18 marzo - Emilio Bestetti, editore e pittore italiano (n. 1879)
- 19 marzo - Walter Braunfels, compositore e pianista tedesco (n. 1882)
- 19 marzo - Earl Hand, militare e aviatore canadese (n. 1897)
- 20 marzo - Archibald Acheson, V conte di Gosford, nobile e generale inglese (n. 1877)
- 22 marzo - Lodovico Piccioli, agronomo italiano (n. 1867)
- 23 marzo - Willy Ferrero, direttore d'orchestra italiano (n. 1906)
- 23 marzo - Giuseppe Maggiore, giurista e scrittore italiano (n. 1882)
- 24 marzo - Thành Thái, imperatore vietnamita (n. 1879)
- 25 marzo - Gertrud Bäumer, politica e scrittrice tedesca (n. 1873)
- 25 marzo - Leon Schiller, regista polacco (n. 1887)
- 26 marzo - Charles Perrin, canottiere francese (n. 1875)
- 26 marzo - Louis Silvers, compositore statunitense (n. 1889)
- 28 marzo - Kaare Klint, designer danese (n. 1888)
- 28 marzo - Winifred McNair, tennista britannica (n. 1877)
- 28 marzo - Juno Frankie Pierce, insegnante statunitense (n. 1864)
- 29 marzo - Dennis Fenton, tiratore a segno statunitense (n. 1888)
- 30 marzo - Pauline Brunius, attrice e attrice teatrale svedese (n. 1881)
- 30 marzo - Joachim Lemelsen, generale tedesco (n. 1888)
- 30 marzo - Fritz London, fisico tedesco (n. 1900)
- 31 marzo - Siegfried Kalischer, neurologo tedesco (n. 1862)
- 31 marzo - Mario Korbel, scultore ceco (n. 1882)

## Aprile(63)
- 1º aprile - Federico De Maria, poeta, giornalista e scrittore italiano (n. 1883)
- 1º aprile - Ramón Guzmán, calciatore e allenatore di calcio spagnolo (n. 1907)
- 1º aprile - Girolamo Poloni, pittore italiano (n. 1877)
- 1º aprile - Jan Thomée, calciatore olandese (n. 1886)
- 2 aprile - Francesco Abbadessa, scacchista italiano (n. 1869)
- 2 aprile - Maud Barger-Wallach, tennista statunitense (n. 1870)
- 2 aprile - Mario Pellegrini, ammiraglio italiano (n. 1880)
- 2 aprile - George Blaine Schwabe, politico e avvocato statunitense (n. 1886)
- 3 aprile - Mario Carlo Corsi, giornalista, sceneggiatore e commediografo italiano (n. 1882)
- 3 aprile - Aristides de Sousa Mendes, diplomatico portoghese (n. 1885)
- 3 aprile - Constantin Rozanoff, militare e aviatore francese (n. 1905)
- 4 aprile - Frederick Antal, storico dell'arte ungherese (n. 1887)
- 4 aprile - Frederick Lonsdale, drammaturgo, sceneggiatore e librettista inglese (n. 1881)
- 4 aprile - Wilhelm Piec, calciatore polacco (n. 1915)
- 4 aprile - Hans Tietze, storico dell'arte austriaco (n. 1880)
- 5 aprile - Claude Delvincourt, pianista e compositore francese (n. 1888)
- 5 aprile - Jesús María Echavarría y Aguirre, vescovo cattolico messicano (n. 1858)
- 5 aprile - Sigvard Kinnunen, sollevatore svedese (n. 1920)
- 5 aprile - Marta di Svezia, principessa svedese (n. 1901)
- 7 aprile - Saburō Kurusu, diplomatico giapponese (n. 1886)
- 7 aprile - Imre Zachár, nuotatore e pallanuotista ungherese (n. 1890)
- 10 aprile - Guelfo Civinini, scrittore, poeta e giornalista italiano (n. 1873)
- 10 aprile - Gaetano Ferragni, avvocato e politico italiano (n. 1887)
- 10 aprile - Auguste e Louis Lumière, regista e inventore francese (n. 1862)
- 12 aprile - Dante Broglio, incisore e pittore italiano (n. 1873)
- 12 aprile - Boris Ivanovič Jurcev, regista cinematografico sovietico (n. 1900)
- 13 aprile - Giulio Alessandrini, batteriologo italiano (n. 1866)
- 13 aprile - Giovanni Chevalley, ingegnere italiano (n. 1868)
- 13 aprile - Ernest Glover, mezzofondista britannico (n. 1891)
- 13 aprile - Samuel Jones, altista, triplista e tiratore di fune statunitense (n. 1880)
- 13 aprile - Angus Lewis Macdonald, politico e giurista canadese (n. 1890)
- 14 aprile - Gino Callegari, calciatore italiano (n. 1911)
- 14 aprile - Luis Martins de Souza Dantas, diplomatico brasiliano (n. 1876)
- 15 aprile - Ingolf Schanche, attore e regista teatrale norvegese (n. 1877)
- 16 aprile - Alger "Texas" Alexander, cantante statunitense (n. 1900)
- 16 aprile - George Harris, attore statunitense (n. 1892)
- 17 aprile - Federico Morassutti, imprenditore italiano (n. 1876)
- 18 aprile - George Kay, allenatore di calcio e calciatore britannico (n. 1891)
- 18 aprile - Béla Mező, velocista e lunghista ungherese (n. 1883)
- 18 aprile - Denis Verschueren, ciclista su strada e pistard belga (n. 1897)
- 19 aprile - Bruno Bedosti, calciatore italiano (n. 1912)
- 19 aprile - Aurelio Greco, schermidore italiano (n. 1879)
- 20 aprile - Omer Beaugendre, ciclista su strada francese (n. 1883)
- 21 aprile - Lou Heim, canottiere statunitense (n. 1874)
- 21 aprile - Emil Leon Post, matematico e logico statunitense (n. 1897)
- 22 aprile - Giambattista Bosco Lucarelli, avvocato e politico italiano (n. 1881)
- 22 aprile - Irenio Diotallevi, ingegnere, architetto e urbanista italiano (n. 1909)
- 22 aprile - Josef Lanz, personalità religiosa austriaca (n. 1874)
- 23 aprile - Rudolf Beran, politico cecoslovacco (n. 1887)
- 23 aprile - Marcel Huot, ciclista su strada francese (n. 1896)
- 23 aprile - Victor Naessens, generale belga (n. 1864)
- 24 aprile - Guy Mairesse, pilota automobilistico francese (n. 1910)
- 25 aprile - Wallace Craig, zoologo statunitense (n. 1876)
- 25 aprile - Joseph Hergesheimer, scrittore statunitense (n. 1880)
- 25 aprile - Lidija Nikolaevna Sejfullina, scrittrice sovietica (n. 1889)
- 26 aprile - Evelyn Seymour, XVII duca di Somerset, nobile britannico (n. 1882)
- 27 aprile - Robert Cain, attore statunitense (n. 1886)
- 27 aprile - Thorvald Ellegaard, pistard danese (n. 1877)
- 28 aprile - Ramiro Fabiani, geologo e paleontologo italiano (n. 1879)
- 28 aprile - Léon Jouhaux, sindacalista e politico francese (n. 1879)
- 28 aprile - Knud Knudsen, ginnasta norvegese (n. 1879)
- 29 aprile - Ignazio Fiore, scacchista italiano (n. 1903)
- 29 aprile - Joe May, regista, produttore cinematografico e sceneggiatore austriaco (n. 1880)

## Maggio(58)
- 1º maggio - Thurlow Bergen, attore statunitense (n. 1875)
- 1º maggio - Gaetano Gigli, latinista, scrittore e poeta italiano (n. 1872)
- 1º maggio - Arthur Johnston, compositore, arrangiatore e pianista statunitense (n. 1898)
- 1º maggio - Federico Tesio, allevatore e politico italiano (n. 1869)
- 2 maggio - Artur Kejrans, compositore di scacchi lettone (n. 1911)
- 3 maggio - Attilio Prevost, fotoreporter, ingegnere e imprenditore italiano (n. 1890)
- 3 maggio - Tom Tyler, attore statunitense (n. 1903)
- 4 maggio - Antonio Cabiati, calciatore italiano (n. 1898)
- 5 maggio - Carlo Aru, storico dell'arte italiano (n. 1881)
- 5 maggio - Henri Laurens, illustratore e scultore francese (n. 1885)
- 5 maggio - Giovanni Battista Trener, geologo italiano (n. 1877)
- 6 maggio - B. C. Forbes, giornalista e scrittore scozzese (n. 1880)
- 6 maggio - Cecilia di Meclemburgo-Schwerin, principessa tedesca (n. 1886)
- 6 maggio - Amedeo Ugolini, scrittore, giornalista e politico italiano (n. 1896)
- 7 maggio - Henry Hosey Davis, compositore di scacchi britannico (n. 1855)
- 7 maggio - Giovanni Gerbi, ciclista su strada italiano (n. 1885)
- 7 maggio - Antonino Sartini, pittore italiano (n. 1889)
- 7 maggio - Ernest Weekley, lessicografo e filologo britannico (n. 1865)
- 8 maggio - Giovanni Guarlotti, pittore italiano (n. 1869)
- 9 maggio - Mabel L. Ramsay, medico e attivista britannica (n. 1878)
- 11 maggio - Bernhard Kayser, oculista tedesco (n. 1869)
- 11 maggio - Sait Faik, scrittore turco (n. 1906)
- 13 maggio - Paola Grosson, giornalista, scrittrice e attivista italiana (n. 1866)
- 14 maggio - Elemér Gorondy-Novak, generale ungherese (n. 1885)
- 14 maggio - Heinz Guderian, generale tedesco (n. 1888)
- 15 maggio - Carl Clewing, cantante, attore e insegnante tedesco (n. 1884)
- 15 maggio - Herbert I. Leeds, regista e montatore statunitense (n. 1900)
- 15 maggio - William March, scrittore statunitense (n. 1893)
- 15 maggio - Marta Sammartini, scultrice e pittrice italiana (n. 1900)
- 16 maggio - Werner Bischof, fotografo svizzero (n. 1916)
- 16 maggio - Salvatore Di Marzo, politico e giurista italiano (n. 1875)
- 16 maggio - Embaié Uoldemariàm, politico etiope (n. 1906)
- 16 maggio - Vladimir Ghika, diplomatico e presbitero rumeno (n. 1873)
- 16 maggio - Clemens Krauss, direttore d'orchestra e impresario teatrale austriaco (n. 1893)
- 16 maggio - Pat McDonald, pesista e martellista statunitense (n. 1878)
- 17 maggio - Louis Scott, mezzofondista statunitense (n. 1889)
- 17 maggio - Giovanni Selvaggi, giurista e politico italiano (n. 1889)
- 17 maggio - Fritz von Herzmanovsky-Orlando, scrittore e disegnatore austriaco (n. 1877)
- 18 maggio - Fred Waller, inventore statunitense (n. 1886)
- 19 maggio - Charles Ives, compositore statunitense (n. 1874)
- 20 maggio - Giuseppe Damaggio, politico italiano (n. 1906)
- 22 maggio - Chief Bender, giocatore di baseball statunitense (n. 1884)
- 22 maggio - Hugh Watson, ufficiale britannico (n. 1872)
- 24 maggio - Luigi Carlo Caron, politico italiano (n. 1879)
- 25 maggio - Robert Capa, fotografo ungherese (n. 1913)
- 25 maggio - Albert Helgerud, tiratore a segno norvegese (n. 1876)
- 25 maggio - Hans Janowitz, scrittore boemo (n. 1890)
- 26 maggio - Sverre Berg-Johannesen, calciatore norvegese (n. 1902)
- 26 maggio - Ömer Nishani, politico albanese (n. 1887)
- 26 maggio - Franz Pfemfert, editore, giornalista e politico tedesco (n. 1879)
- 28 maggio - Achille Longo, compositore italiano (n. 1900)
- 28 maggio - Algoth Niska, calciatore finlandese (n. 1888)
- 29 maggio - Anne O'Hare McCormick, giornalista statunitense (n. 1882)
- 30 maggio - Ahmad Amin, storico egiziano (n. 1886)
- 30 maggio - Joe Blewitt, mezzofondista e siepista britannico (n. 1895)
- 30 maggio - Ettore Castronovo, radiologo italiano (n. 1894)
- 31 maggio - Guglielmo Barnabò, attore italiano (n. 1888)
- 31 maggio - Pedro Elías Gutiérrez, compositore venezuelano (n. 1870)

## Giugno(64)
- 1º giugno - Vincenzo Cerulli Irelli, politico italiano (n. 1871)
- 1º giugno - Martin Andersen Nexø, scrittore danese (n. 1869)
- 1º giugno - Jimmy Settle, calciatore inglese (n. 1875)
- 2 giugno - Franz Scheu, calciatore austriaco (n. 1882)
- 2 giugno - Otto Schönherr, generale tedesco (n. 1888)
- 2 giugno - Joseph Thao Tiên, presbitero laotiano (n. 1918)
- 2 giugno - Antonio Toselli, politico e ingegnere italiano (n. 1884)
- 4 giugno - Freydoun Malkom, schermidore persiano (n. 1875)
- 4 giugno - Umberto Savoja, ingegnere aeronautico e militare italiano (n. 1872)
- 4 giugno - Şehzade Ahmed Nihad, principe ottomano (n. 1883)
- 5 giugno - Mario Abbiate, politico, sindacalista e avvocato italiano (n. 1872)
- 6 giugno - Giovanni Alessandrini, militare italiano (n. 1886)
- 7 giugno - Euclide Silvestri, ingegnere e politico italiano (n. 1876)
- 7 giugno - Sigurd Smebye, ginnasta norvegese (n. 1886)
- 7 giugno - Alan Turing, matematico, logico e crittografo britannico (n. 1912)
- 8 giugno - Arsciak Ciobanian, giornalista, critico letterario e drammaturgo armeno (n. 1872)
- 9 giugno - Ruggero Bovelli, arcivescovo cattolico italiano (n. 1875)
- 9 giugno - Gordon Crole-Rees, tennista britannico (n. 1883)
- 9 giugno - Fritz Fürst, calciatore tedesco (n. 1891)
- 9 giugno - Dixie Gilmer, politico e avvocato statunitense (n. 1907)
- 9 giugno - Arthur Greenwood, politico inglese (n. 1880)
- 9 giugno - Alain LeRoy Locke, scrittore, docente e filosofo statunitense (n. 1885)
- 10 giugno - Charles Francis Adams III, politico statunitense (n. 1866)
- 10 giugno - Florence Bayard Hilles, attivista statunitense (n. 1865)
- 10 giugno - Maria Ludovica Teresa di Baviera, duchessa (n. 1872)
- 11 giugno - André Poullain, calciatore francese (n. 1893)
- 13 giugno - Herbert Burgess, calciatore e allenatore di calcio inglese (n. 1883)
- 13 giugno - Nikolaj Borisovič Obukov, compositore russo (n. 1892)
- 13 giugno - Ida May Park, sceneggiatrice e regista cinematografica statunitense (n. 1879)
- 13 giugno - Irving Pichel, regista e attore statunitense (n. 1891)
- 13 giugno - Esther Kreitman, scrittrice polacca (n. 1891)
- 14 giugno - Luigi Montesanto, baritono italiano (n. 1887)
- 15 giugno - Claudio Faina, imprenditore e politico italiano (n. 1875)
- 16 giugno - Jimmy McIntyre, calciatore e allenatore di calcio inglese (n. 1881)
- 18 giugno - Adelin Benoît, ciclista su strada e pistard belga (n. 1900)
- 18 giugno - Eugène Coulon, pallanuotista francese (n. 1876)
- 18 giugno - Karl von Le Suire, generale tedesco (n. 1898)
- 18 giugno - Fabio Luzzatto, giurista italiano (n. 1870)
- 19 giugno - Bartolomeo Nogara, archeologo e filologo italiano (n. 1868)
- 20 giugno - Josef Fanta, architetto ceco (n. 1856)
- 20 giugno - Federico Vincenti, presbitero italiano (n. 1885)
- 21 giugno - Mario Puchoz, alpinista italiano (n. 1918)
- 21 giugno - Gideon Sundbäck, ingegnere svedese (n. 1880)
- 22 giugno - Karl Compton, fisico statunitense (n. 1897)
- 22 giugno - Giovanni Crocioni, filosofo, filologo e pedagogista italiano (n. 1870)
- 22 giugno - Luigi Reverberi, generale italiano (n. 1892)
- 22 giugno - Birger Sandzén, pittore svedese (n. 1871)
- 23 giugno - Enrico Saroldi, scultore, incisore e medaglista italiano (n. 1878)
- 24 giugno - Si Kaddour Benghabrit, imam e diplomatico algerino (n. 1868)
- 24 giugno - Thomas Denman, III barone Denman, politico britannico (n. 1874)
- 24 giugno - Bonifacius Cornelis de Jonge, politico olandese (n. 1875)
- 25 giugno - Amarsinhji Banesinhji, principe e militare indiano (n. 1879)
- 25 giugno - Alfred Chalk, calciatore inglese (n. 1874)
- 26 giugno - Giacomo da Ghazir, presbitero libanese (n. 1875)
- 26 giugno - Ivan Trinko, linguista e storiografo sloveno (n. 1863)
- 27 giugno - Theodor Loos, attore tedesco (n. 1883)
- 27 giugno - Giovanni Rossignoli, ciclista su strada italiano (n. 1882)
- 28 giugno - Franz Mattenklott, militare tedesco (n. 1884)
- 28 giugno - Ioan Mihail Racoviță, generale e politico rumeno (n. 1889)
- 29 giugno - Luigi Gasparotto, politico e avvocato italiano (n. 1873)
- 29 giugno - Lucio e Giuseppe Lozza, imprenditore, inventore e dirigente d'azienda italiano (n. 1877)
- 29 giugno - Thorsten Svensson, calciatore svedese (n. 1901)
- 29 giugno - Tang Enbo, generale cinese (n. 1898)
- 30 giugno - Mario Cappello, cantautore italiano (n. 1895)

## Luglio(61)
- 1º luglio - Andrea Ferrara, magistrato e giurista italiano (n. 1882)
- 1º luglio - Thea von Harbou, attrice e sceneggiatrice tedesca (n. 1888)
- 1º luglio - Tefik Mborja, politico albanese (n. 1888)
- 1º luglio - Paride Pascucci, pittore italiano (n. 1866)
- 2 luglio - Dante Lorenzelli, generale italiano (n. 1884)
- 2 luglio - Henri Van Schingen, missionario e vescovo cattolico belga (n. 1888)
- 3 luglio - Siegfried Handloser, medico e militare tedesco (n. 1885)
- 3 luglio - Reginald Marsh, pittore statunitense (n. 1898)
- 4 luglio - Lucia Ripamonti, religiosa italiana (n. 1909)
- 5 luglio - Bob Scott, pilota automobilistico statunitense (n. 1928)
- 6 luglio - Julio Acosta García, politico costaricano (n. 1872)
- 6 luglio - Gabriel Pascal, produttore cinematografico e regista ungherese (n. 1894)
- 6 luglio - Cornelia Sorabji, avvocata indiana (n. 1866)
- 8 luglio - Zhang Shichuan, regista, produttore cinematografico e imprenditore cinese (n. 1890)
- 9 luglio - Edith Howes, educatrice e scrittrice neozelandese (n. 1872)
- 9 luglio - James Shepherd, tiratore di fune britannico (n. 1884)
- 11 luglio - Giuseppe Garuti, scenografo, costumista e illustratore italiano (n. 1868)
- 12 luglio - Nino Bixio Scota, politico e avvocato italiano (n. 1876)
- 12 luglio - Calogero Vizzini, mafioso italiano (n. 1877)
- 13 luglio - Jacques Edwin Brandenberger, chimico svizzero (n. 1872)
- 13 luglio - Frida Kahlo, pittrice messicana (n. 1907)
- 13 luglio - John Perkins, politico e giornalista australiano (n. 1878)
- 14 luglio - Jacinto Benavente, drammaturgo spagnolo (n. 1866)
- 14 luglio - Egidio Feruglio, esploratore, naturalista e geologo italiano (n. 1897)
- 14 luglio - Jackie Saunders, attrice e sceneggiatrice statunitense (n. 1892)
- 15 luglio - Sadriddin Ayni, poeta, romanziere e giornalista tagiko (n. 1878)
- 15 luglio - Federico Camuri, pittore e fotografo italiano (n. 1863)
- 16 luglio - Harry Broos, velocista olandese (n. 1898)
- 16 luglio - Innocenzo Cappa, avvocato e politico italiano (n. 1875)
- 16 luglio - Pëtr Leščenko, cantante russo (n. 1898)
- 16 luglio - Lucien Muratore, attore e tenore francese (n. 1876)
- 16 luglio - Attilio Mussino, illustratore, fumettista e pittore italiano (n. 1878)
- 16 luglio - Herms Niel, compositore tedesco (n. 1888)
- 17 luglio - Henri Frankfort, archeologo e egittologo olandese (n. 1897)
- 18 luglio - George R. Kelly, criminale statunitense (n. 1895)
- 18 luglio - Luigi Morelli, politico e sindacalista italiano (n. 1895)
- 18 luglio - Nino Sacerdoti, ingegnere italiano (n. 1873)
- 19 luglio - Alda Mangini, attrice e cantante italiana (n. 1914)
- 19 luglio - Henry McCarty, sceneggiatore e regista statunitense (n. 1882)
- 19 luglio - Hannes Meyer, architetto svizzero (n. 1889)
- 19 luglio - Nikola Uzunović, politico jugoslavo (n. 1873)
- 20 luglio - Ion Paulat, marinaio, aviatore e inventore romeno (n. 1873)
- 21 luglio - Herman Groman, velocista statunitense (n. 1882)
- 21 luglio - Ernest Hart, calciatore inglese (n. 1902)
- 22 luglio - Emilio Salvi, politico italiano (n. 1881)
- 23 luglio - Francesco Luigi Giuseppe Maria di Borbone-Busset, militare e tiratore a segno francese (n. 1875)
- 24 luglio - Mary Church Terrell, attivista e giornalista statunitense (n. 1863)
- 24 luglio - Effie Shannon, attrice statunitense (n. 1867)
- 25 luglio - Mary Bartelme, giudice e avvocato statunitense (n. 1866)
- 25 luglio - Jonas Mackevičius, pittore lituano (n. 1872)
- 26 luglio - Arthur Bridgett, calciatore e allenatore di calcio inglese (n. 1882)
- 27 luglio - Diran Alexanian, violoncellista e docente armeno (n. 1881)
- 27 luglio - Italo Marchioni, imprenditore italiano (n. 1868)
- 27 luglio - Gaetano Orsolini, scultore, incisore e medaglista italiano (n. 1884)
- 27 luglio - Jacob Tullin Thams, saltatore con gli sci e velista norvegese (n. 1898)
- 29 luglio - Katharine Blunt, chimica e nutrizionista statunitense (n. 1876)
- 29 luglio - Franz Josef Popp, ingegnere e manager austriaco (n. 1886)
- 30 luglio - Winifred Cavendish-Bentinck, duchessa di Portland, nobildonna e attivista inglese (n. 1863)
- 31 luglio - Renée Carl, attrice e regista francese (n. 1875)
- 31 luglio - Onofre Marimón, pilota automobilistico argentino (n. 1923)
- 31 luglio - Antonia di Nassau-Weilburg, principessa lussemburghese (n. 1899)

## Agosto(48)
- 1º agosto - Charles-Albert Cingria, scrittore svizzero (n. 1883)
- 1º agosto - Giovanni Cosattini, avvocato e politico italiano (n. 1878)
- 2 agosto - Teodor Regedziński, scacchista polacco (n. 1894)
- 2 agosto - Umberto Tirelli, disegnatore italiano (n. 1871)
- 3 agosto - Colette, scrittrice e attrice teatrale francese (n. 1873)
- 4 agosto - Harald Paulsen, attore e regista tedesco (n. 1895)
- 5 agosto - Guido Segrè, ammiraglio italiano (n. 1871)
- 6 agosto - Gunnar Rudberg, filologo classico svedese (n. 1880)
- 6 agosto - Vera Sisson, attrice statunitense (n. 1891)
- 7 agosto - Wilhelm Dittmann, politico tedesco (n. 1874)
- 8 agosto - C.A. de Lima, attore e regista teatrale statunitense (n. 1872)
- 8 agosto - Gino Tagliapietra, pianista e compositore italiano (n. 1887)
- 9 agosto - Vito Marcantonio, politico e avvocato statunitense (n. 1902)
- 10 agosto - Robert Adair, attore statunitense (n. 1900)
- 10 agosto - Frederick Humphreys, tiratore di fune e lottatore britannico (n. 1878)
- 11 agosto - Bernhard Gerhard Hilhorst, missionario e vescovo cattolico olandese (n. 1895)
- 11 agosto - Murray Kinnell, attore britannico (n. 1889)
- 11 agosto - Miriam Nesbitt, attrice statunitense (n. 1873)
- 11 agosto - Santo Trafficante Sr., mafioso italiano (n. 1886)
- 12 agosto - Albert Breton, vescovo cattolico francese (n. 1882)
- 12 agosto - Rosa Genoni, stilista italiana (n. 1867)
- 12 agosto - Jürgen von Kamptz, generale e poliziotto tedesco (n. 1891)
- 13 agosto - Demetrius Constantine Dounis, violinista e docente statunitense (n. 1886)
- 13 agosto - Sandra Ravel, soubrette e attrice italiana (n. 1910)
- 13 agosto - Hermann Wolfgang von Waltershausen, compositore, direttore d'orchestra e musicologo tedesco (n. 1882)
- 14 agosto - Hugo Eckener, dirigibilista e imprenditore tedesco (n. 1868)
- 16 agosto - Cia Fornaroli, ballerina, coreografa e attrice italiana (n. 1888)
- 16 agosto - Charles Warren, storico statunitense (n. 1868)
- 17 agosto - Gao Gang, politico e generale cinese (n. 1905)
- 17 agosto - Billy Murray, cantante statunitense (n. 1877)
- 18 agosto - Wilhelm Brückner, militare tedesco (n. 1884)
- 18 agosto - Hermila Galindo, attivista e scrittrice messicana (n. 1886)
- 19 agosto - Alcide De Gasperi, politico italiano (n. 1881)
- 19 agosto - Paul Louis Amans Dop, botanico francese (n. 1876)
- 21 agosto - Amedeo Bignami, pilota automobilistico e imprenditore italiano (n. 1904)
- 21 agosto - Ottavio Bollea, generale italiano (n. 1885)
- 21 agosto - Manlio Capitolo, giurista e poeta italiano (n. 1902)
- 21 agosto - Antonio Minto, archeologo e etruscologo italiano (n. 1880)
- 23 agosto - Eugène Penard, biologo svizzero (n. 1855)
- 24 agosto - Lewis D. Collins, regista statunitense (n. 1899)
- 24 agosto - Getúlio Vargas, avvocato, politico e militare brasiliano (n. 1882)
- 25 agosto - Nina Genke-Meller, artista russa (n. 1853)
- 25 agosto - Pietro Ossola, vescovo cattolico italiano (n. 1889)
- 25 agosto - Gustave Van Belle, ciclista su strada belga (n. 1912)
- 26 agosto - Filippo Bernardini, arcivescovo cattolico italiano (n. 1884)
- 27 agosto - Joseph-Édouard Barès, generale e aviatore francese (n. 1872)
- 28 agosto - Marius Jacob, anarchico francese (n. 1879)
- 30 agosto - Alfredo Ildefonso Schuster, cardinale, arcivescovo cattolico e abate italiano (n. 1880)

## Settembre(52)
- 1º settembre - Harry Cording, attore britannico (n. 1891)
- 2 settembre - Fernando Malavolti, archeologo e speleologo italiano (n. 1913)
- 2 settembre - Franz Neumann, politologo, filosofo e giurista tedesco (n. 1900)
- 3 settembre - Eugene Pallette, attore statunitense (n. 1889)
- 4 settembre - Maurice Tillet, wrestler e rugbista a 15 francese (n. 1903)
- 5 settembre - Henry Folland, ingegnere britannico (n. 1890)
- 6 settembre - Alfred Berghausen, calciatore tedesco (n. 1889)
- 6 settembre - Guglielmo Sanguinetti, medico italiano (n. 1894)
- 7 settembre - Bud Fisher, fumettista statunitense (n. 1885)
- 7 settembre - James A. Johnston, dirigente pubblico statunitense (n. 1874)
- 7 settembre - Carlo Martinenghi, mezzofondista e siepista italiano (n. 1893)
- 7 settembre - Armando Reyes, calciatore argentino (n. 1893)
- 8 settembre - André Derain, pittore e illustratore francese (n. 1880)
- 8 settembre - Curtis Dwight Wilbur, politico statunitense (n. 1867)
- 9 settembre - Nicola Giuseppe Dallorso, imprenditore, dirigente sportivo e politico italiano (n. 1876)
- 9 settembre - Paul List, scacchista russo (n. 1887)
- 9 settembre - Vincenzo Schiavio, pittore italiano (n. 1888)
- 10 settembre - Auguste Georges Darzens, chimico francese (n. 1867)
- 10 settembre - Armando Falconi, attore italiano (n. 1871)
- 11 settembre - Marica Cotopuli, attrice greca (n. 1887)
- 11 settembre - Louise Hervieu, artista e scrittrice francese (n. 1858)
- 11 settembre - Rupert Hollaus, pilota motociclistico austriaco (n. 1931)
- 11 settembre - Licinio Refice, compositore italiano (n. 1883)
- 11 settembre - Reinhold Schünzel, attore, regista e sceneggiatore tedesco (n. 1888)
- 13 settembre - William G. Everson, generale statunitense (n. 1879)
- 14 settembre - Guglielmo Grassi, vescovo cattolico italiano (n. 1868)
- 15 settembre - Fritz Alberti, attore e doppiatore tedesco (n. 1877)
- 15 settembre - Arthur Wieferich, matematico tedesco (n. 1884)
- 16 settembre - Cesare Gravina, attore italiano (n. 1858)
- 17 settembre - Alessandro Virginio Dolci, tenore italiano (n. 1890)
- 17 settembre - Augusto Introzzi, ciclista su strada italiano (n. 1913)
- 18 settembre - Giovanni Bisio, ciclista su strada italiano (n. 1913)
- 18 settembre - Johannes Drost, nuotatore olandese (n. 1880)
- 18 settembre - Remo Jona, avvocato e superstite dell'Olocausto italiano (n. 1900)
- 18 settembre - Armando Reverón, pittore venezuelano (n. 1889)
- 18 settembre - Fausto Vagnetti, pittore italiano (n. 1876)
- 19 settembre - Miles Franklin, scrittrice australiana (n. 1879)
- 21 settembre - Nino Mazzoni, politico, sindacalista e giornalista italiano (n. 1874)
- 21 settembre - Mikimoto Kōkichi, imprenditore giapponese (n. 1858)
- 23 settembre - Aikichi Kuboyama, giapponese (n. 1914)
- 25 settembre - Vitaliano Brancati, scrittore, sceneggiatore e drammaturgo italiano (n. 1907)
- 25 settembre - Eugeni d'Ors, scrittore spagnolo (n. 1881)
- 26 settembre - Charles Edmonds, generale inglese (n. 1891)
- 26 settembre - Ellen Roosevelt, tennista statunitense (n. 1868)
- 26 settembre - Umberto Spigo, militare italiano (n. 1883)
- 27 settembre - Giangiacomo Borghese, pioniere dell'aviazione e politico italiano (n. 1889)
- 27 settembre - Maximilian von Weichs, generale tedesco (n. 1881)
- 28 settembre - Bert Lytell, attore statunitense (n. 1885)
- 28 settembre - Émile Rimailho, ingegnere francese (n. 1864)
- 29 settembre - Marcello Labor, letterato, scrittore e medico italiano (n. 1890)
- 29 settembre - Luigi Monza, presbitero italiano (n. 1898)
- 30 settembre - Carlo Malerba, pittore italiano (n. 1896)

## Ottobre(52)
- 1º ottobre - Burkhard Huwiler, missionario e vescovo cattolico svizzero (n. 1868)
- 1º ottobre - René Le Senne, filosofo e psicologo francese (n. 1882)
- 1º ottobre - Luigi Tinti, partigiano italiano (n. 1920)
- 2 ottobre - John Hughes, scenografo statunitense (n. 1882)
- 3 ottobre - Vera Fëdorovna Gaze, astronoma sovietica (n. 1899)
- 3 ottobre - Manuel Romero, regista cinematografico e sceneggiatore argentino (n. 1891)
- 4 ottobre - Francesco Borgongini Duca, cardinale e arcivescovo cattolico italiano (n. 1884)
- 4 ottobre - Georg Hamel, matematico tedesco (n. 1877)
- 4 ottobre - Georges Vallerey Jr., nuotatore francese (n. 1927)
- 5 ottobre - Flor Alpaerts, compositore e direttore d'orchestra belga (n. 1876)
- 5 ottobre - Oscar Charleston, giocatore di baseball statunitense (n. 1896)
- 5 ottobre - Giovanni Ciraolo, avvocato, giornalista e politico italiano (n. 1873)
- 5 ottobre - Ernesto Sabbatini, attore, regista teatrale e direttore artistico italiano (n. 1878)
- 6 ottobre - Rose Frank, fotografa neozelandese (n. 1864)
- 6 ottobre - Émile Mâle, storico dell'arte francese (n. 1862)
- 6 ottobre - Antonio Panella, archivista e storico italiano (n. 1878)
- 7 ottobre - Yehuda Ashlag, rabbino polacco (n. 1884)
- 8 ottobre - William Dod, arciere britannico (n. 1867)
- 8 ottobre - Dimitrie Pompeiu, matematico e politico romeno (n. 1874)
- 9 ottobre - Leonard Cuff, dirigente sportivo, lunghista e crickettista neozelandese (n. 1866)
- 9 ottobre - Robert Houghwout Jackson, giudice e politico statunitense (n. 1892)
- 11 ottobre - Theodore Lyman, fisico statunitense (n. 1874)
- 12 ottobre - Rodolphe Poma, canottiere belga (n. 1885)
- 13 ottobre - Joe Stack, cestista statunitense (n. 1912)
- 14 ottobre - Eugenio Trifari, ammiraglio italiano (n. 1860)
- 15 ottobre - Timo Bortolotti, scultore italiano (n. 1884)
- 16 ottobre - Dixon Boardman, velocista statunitense (n. 1880)
- 16 ottobre - Rodolfo Grandi, avvocato e politico italiano (n. 1880)
- 17 ottobre - Heikki Sammallahti, ginnasta finlandese (n. 1886)
- 18 ottobre - René Derency, cestista francese (n. 1925)
- 18 ottobre - Francesco Zanardi, politico italiano (n. 1873)
- 19 ottobre - Hugh Duffy, giocatore di baseball e allenatore di baseball statunitense (n. 1866)
- 19 ottobre - Pietro Pagnini, storico della scienza italiano (n. 1875)
- 20 ottobre - Friedrich Hartjenstein, militare tedesco (n. 1905)
- 21 ottobre - Domenico Jorio, cardinale italiano (n. 1867)
- 21 ottobre - Guido Scelsi, ammiraglio e aviatore italiano (n. 1874)
- 22 ottobre - Oswald de Andrade, poeta brasiliano (n. 1890)
- 22 ottobre - Herbert Heath, ammiraglio britannico (n. 1861)
- 22 ottobre - Gilda Marchiò, attrice italiana (n. 1884)
- 22 ottobre - Mary Cleo Tarlarini, attrice e produttrice cinematografica italiana (n. 1878)
- 22 ottobre - Udaybhanu Singh, principe indiano (n. 1893)
- 23 ottobre - Tomás Carreras Artau, filosofo, etnologo e politico spagnolo (n. 1879)
- 24 ottobre - Simone Mareuil, attrice francese (n. 1903)
- 24 ottobre - Guido Miglioli, politico e sindacalista italiano (n. 1879)
- 25 ottobre - Adriano Marinetti, militare e politico italiano (n. 1875)
- 25 ottobre - Manuel Trucco, politico cileno (n. 1875)
- 26 ottobre - Josef Sloup, calciatore cecoslovacco (n. 1897)
- 27 ottobre - Franco Alfano, compositore italiano (n. 1875)
- 27 ottobre - Harry Tate, calciatore statunitense (n. 1886)
- 28 ottobre - Enrique Flores Magón, anarchico, rivoluzionario e giornalista messicano (n. 1877)
- 28 ottobre - Raymond Gouin, calciatore francese (n. 1888)
- 31 ottobre - Armando Bini, tenore italiano (n. 1887)

## Novembre(70)
- 1º novembre - John Lennard-Jones, matematico, fisico e chimico britannico (n. 1894)
- 1º novembre - Ferdinando Neri, francesista e storico della filosofia italiano (n. 1880)
- 1º novembre - Pietro Silva, storico italiano (n. 1887)
- 2 novembre - Raffaella La Crociera, poetessa italiana (n. 1940)
- 3 novembre - Giuseppe Mascarini, pittore italiano (n. 1877)
- 3 novembre - Henri Matisse, pittore, incisore e illustratore francese (n. 1869)
- 3 novembre - Fatima Miris, attrice, cantante e trasformista italiana (n. 1882)
- 3 novembre - Léon Rey, archeologo francese (n. 1887)
- 4 novembre - Vincenzo Bettoni, basso italiano (n. 1881)
- 4 novembre - Daniel Horton, astista e triplista statunitense (n. 1879)
- 4 novembre - Ugo Monneret de Villard, ingegnere, archeologo e orientalista italiano (n. 1881)
- 4 novembre - Augustin Pacha, vescovo cattolico rumeno (n. 1870)
- 4 novembre - Hot Lips Page, trombettista e cantante statunitense (n. 1908)
- 5 novembre - Stig Dagerman, giornalista, scrittore e anarchico svedese (n. 1923)
- 5 novembre - José Fórmica-Corsi, canottiere spagnolo (n. 1881)
- 5 novembre - Giuseppe Oddo, chimico italiano (n. 1865)
- 5 novembre - Rose Lamartine Yates, attivista inglese (n. 1875)
- 7 novembre - Raimondo Annecchino, storico, scrittore e politico italiano (n. 1874)
- 7 novembre - Charles Scott, giocatore di lacrosse britannico (n. 1883)
- 8 novembre - Víctor Borja, cestista messicano (n. 1912)
- 8 novembre - Alberto Gentili, musicologo e compositore italiano (n. 1873)
- 8 novembre - Alberto Martini, disegnatore, pittore e incisore italiano (n. 1876)
- 8 novembre - Luigi Orsini, poeta, scrittore e librettista italiano (n. 1873)
- 9 novembre - Jack Harvey, attore, regista e sceneggiatore statunitense (n. 1881)
- 9 novembre - Édouard Le Roy, filosofo e teologo francese (n. 1870)
- 9 novembre - Clifford M. Walker, politico statunitense (n. 1877)
- 10 novembre - Giuseppe Bruno, cardinale italiano (n. 1875)
- 11 novembre - J. Rosamond Johnson, compositore e cantante statunitense (n. 1873)
- 11 novembre - Federico Lunardi, arcivescovo cattolico, etnologo e archeologo italiano (n. 1880)
- 11 novembre - Suzanne Noël, medica e attivista francese (n. 1878)
- 11 novembre - Camillo Oblach, violoncellista italiano (n. 1895)
- 12 novembre - John Meehan, commediografo, sceneggiatore e regista canadese (n. 1890)
- 12 novembre - Alex Smith, calciatore scozzese (n. 1876)
- 13 novembre - Jacques Fath, stilista francese (n. 1912)
- 13 novembre - Giovanni Marchese, ciclista su strada italiano (n. 1889)
- 14 novembre - Ernst Sigismund Fischer, matematico austriaco (n. 1875)
- 15 novembre - Lionel Barrymore, attore e regista statunitense (n. 1878)
- 15 novembre - Richard Tritschler, ginnasta e multiplista statunitense (n. 1883)
- 17 novembre - Tadeusz Banachiewicz, astronomo e matematico polacco (n. 1882)
- 17 novembre - Clodoveo d'Assia-Philippsthal-Barchfeld, nobile (n. 1876)
- 19 novembre - Julius Körner, canottiere tedesco (n. 1870)
- 20 novembre - Pietro Bonzio, calciatore italiano (n. 1894)
- 20 novembre - Clyde Vernon Cessna, aviatore e progettista statunitense (n. 1879)
- 20 novembre - Henry Chilton, diplomatico britannico (n. 1877)
- 20 novembre - Gino De Biasi, calciatore italiano (n. 1907)
- 20 novembre - Filippo Surico, poeta e giornalista italiano (n. 1882)
- 21 novembre - Edward Coxen, attore britannico (n. 1880)
- 21 novembre - Karol Rathaus, compositore e docente austriaco (n. 1895)
- 22 novembre - Jess McMahon, imprenditore statunitense (n. 1882)
- 22 novembre - Moroni Olsen, attore statunitense (n. 1889)
- 22 novembre - Andrej Januar'evič Vyšinskij, giurista, politico e diplomatico sovietico (n. 1883)
- 23 novembre - Georges Maurice Jean Blanchard, generale francese (n. 1877)
- 23 novembre - Louis Schubart, calciatore francese (n. 1885)
- 23 novembre - Mariam Soulakiotis, serial killer e badessa greca (n. 1883)
- 24 novembre - Boris Hambourg, violoncellista russo (n. 1885)
- 25 novembre - Fabian Barcata, progettista, religioso e missionario italiano (n. 1868)
- 25 novembre - Enrico Crotti, allenatore di calcio e calciatore italiano (n. 1893)
- 25 novembre - Edmondo Puecher, avvocato e politico italiano (n. 1873)
- 26 novembre - Robert Edmond Jones, costumista, scenografo e regista teatrale statunitense (n. 1887)
- 27 novembre - Juan Gualberto Guevara, cardinale e arcivescovo cattolico peruviano (n. 1882)
- 27 novembre - Egil Lærum, calciatore norvegese (n. 1921)
- 28 novembre - Enrico Fermi, fisico italiano (n. 1901)
- 28 novembre - María Goyri, filologa e critica letteraria spagnola (n. 1873)
- 29 novembre - Anna Franchi, scrittrice e giornalista italiana (n. 1867)
- 29 novembre - Sandro Ruffini, attore e doppiatore italiano (n. 1889)
- 29 novembre - Emilio Solari, militare e politico italiano (n. 1864)
- 30 novembre - Mario Bazzi, illustratore e pittore italiano (n. 1891)
- 30 novembre - Wilhelm Furtwängler, direttore d'orchestra e compositore tedesco (n. 1886)
- 30 novembre - Raimondo Lanza di Trabia, dirigente sportivo, diplomatico e militare italiano (n. 1915)
- 30 novembre - Celia Wray, architetto e attivista inglese (n. 1872)

## Dicembre(67)
- 1º dicembre - Bill Hoyt, astista e ostacolista statunitense (n. 1875)
- 1º dicembre - Fred Rose, cantautore statunitense (n. 1898)
- 1º dicembre - Harukichi Shimoi, poeta e scrittore giapponese (n. 1883)
- 2 dicembre - Egidio Turchi, calciatore e allenatore di calcio italiano (n. 1913)
- 3 dicembre - Lorenzo Batlle Pacheco, politico e giornalista uruguaiano (n. 1897)
- 3 dicembre - Umberto Mancini, compositore e direttore d'orchestra italiano (n. 1894)
- 4 dicembre - Giovanni Calabria, presbitero italiano (n. 1873)
- 4 dicembre - Daniele Schmiedt, pittore e grafico italiano (n. 1888)
- 4 dicembre - Segundo Storni, ammiraglio e politico argentino (n. 1876)
- 4 dicembre - Mario Giovanni Tolleri, vetraio e pittore italiano (n. 1888)
- 5 dicembre - Dagmar Ebbesen, attrice e cantante svedese (n. 1891)
- 5 dicembre - William Francis, politico statunitense (n. 1860)
- 6 dicembre - Ludwig Anschütz, chimico tedesco (n. 1889)
- 6 dicembre - Élisabeth de Gramont, scrittrice francese (n. 1875)
- 6 dicembre - Lucien Tesnière, grammatico e slavista francese (n. 1893)
- 7 dicembre - Kate Davenport, attrice statunitense (n. 1896)
- 7 dicembre - Jiang Kanghu, attivista e politico cinese (n. 1883)
- 7 dicembre - Mabel St Clair Stobart, attivista britannica (n. 1862)
- 8 dicembre - Gladys George, attrice statunitense (n. 1904)
- 8 dicembre - Joseph B. Keenan, avvocato statunitense (n. 1888)
- 8 dicembre - Harold Rayner, schermidore statunitense (n. 1888)
- 8 dicembre - Claude Cahun, artista, fotografa e scrittrice francese (n. 1894)
- 9 dicembre - Josef Escher, avvocato e politico svizzero (n. 1885)
- 9 dicembre - Mario Giacomo Levi, chimico italiano (n. 1878)
- 9 dicembre - Bill McGowan, arbitro di baseball statunitense (n. 1896)
- 11 dicembre - Leo Menardi, regista e sceneggiatore italiano (n. 1903)
- 12 dicembre - Ed Sanders, pugile statunitense (n. 1930)
- 13 dicembre - Karl Neubauer, calciatore austriaco (n. 1896)
- 13 dicembre - Ruth Selwyn, produttrice teatrale e attrice statunitense (n. 1905)
- 14 dicembre - John Baptist Choi Deok-hong, vescovo cattolico sudcoreano (n. 1902)
- 14 dicembre - Francesco Fiore, poeta e cantautore italiano (n. 1889)
- 14 dicembre - Dmitrij Nikolaevič Medvedev, militare sovietico (n. 1898)
- 14 dicembre - Emil Rausch, nuotatore tedesco (n. 1883)
- 14 dicembre - Fred R. Zimmerman, politico statunitense (n. 1880)
- 16 dicembre - Lee Morse, attrice e cantante statunitense (n. 1897)
- 17 dicembre - Felipe Molas López, politico paraguaiano (n. 1901)
- 17 dicembre - Zofia Nałkowska, scrittrice, drammaturga e saggista polacca (n. 1884)
- 18 dicembre - Viktor Semënovič Abakumov, politico e generale sovietico (n. 1908)
- 18 dicembre - Vilhelm Buhl, politico danese (n. 1881)
- 18 dicembre - Augusto Imperiali, allevatore italiano (n. 1865)
- 18 dicembre - Francesco Miceli Picardi, politico italiano (n. 1882)
- 19 dicembre - Frans G. Bengtsson, scrittore, poeta e saggista svedese (n. 1894)
- 19 dicembre - Gilbert Pratt, regista, sceneggiatore e attore statunitense (n. 1892)
- 19 dicembre - Ludwik Solski, attore teatrale e direttore teatrale polacco (n. 1855)
- 20 dicembre - Francisco Castillo Nájera, diplomatico, politico e medico messicano (n. 1886)
- 20 dicembre - James Hilton, scrittore e sceneggiatore britannico (n. 1900)
- 20 dicembre - Roland Schmitt, calciatore francese (n. 1912)
- 21 dicembre - Mario Caracciolo di Feroleto, generale italiano (n. 1880)
- 21 dicembre - Ivan Aleksandrovič Il'in, filosofo russo (n. 1883)
- 21 dicembre - Vladimir Grigor'evič Legošin, regista cinematografico sovietico (n. 1904)
- 22 dicembre - Frederick Ferguson, lottatore statunitense (n. 1884)
- 22 dicembre - Kathleen Key, attrice statunitense (n. 1903)
- 23 dicembre - Jean Frélaut, pittore e incisore francese (n. 1879)
- 23 dicembre - René Iché, scultore francese (n. 1897)
- 24 dicembre - Rosario Scalero, violinista e compositore italiano (n. 1870)
- 25 dicembre - Johnny Ace, cantante e musicista statunitense (n. 1929)
- 26 dicembre - Vincenzo La Bella, pittore italiano (n. 1872)
- 26 dicembre - Astrid Noack, scultrice danese (n. 1888)
- 26 dicembre - Amelia Pincherle Rosselli, scrittrice e antifascista italiana (n. 1870)
- 28 dicembre - Martin Eugen Ekström, militare e politico svedese (n. 1887)
- 28 dicembre - Josef Gerö, dirigente sportivo e politico austriaco (n. 1896)
- 29 dicembre - William Merriam Burton, chimico statunitense (n. 1865)
- 29 dicembre - Robert Helbling, ingegnere, geologo e alpinista svizzero (n. 1874)
- 30 dicembre - Eugenio d'Asburgo-Teschen, generale austriaco (n. 1863)
- 30 dicembre - Günther Quandt, imprenditore tedesco (n. 1881)
- 30 dicembre - Shi Meiyu, medico cinese (n. 1873)
- 31 dicembre - Evgenij Znosko-Borovskij, scacchista, scrittore e insegnante russo (n. 1884)

## Senza giorno specificato(81)
- Enrico Arcioni, pittore italiano (n. 1875)
- Billy Arnold, pianista statunitense (n. 1886)
- Bruno Arzeni, traduttore, poeta e germanista italiano (n. 1905)
- Antoine Bernard d'Attanoux, esploratore e giornalista francese (n. 1853)
- Giuseppe Carlo Bobbi, scultore italiano (n. 1891)
- Giovanni Buffa, pittore, scultore e decoratore italiano (n. 1871)
- Sergio Burzi, pittore e illustratore italiano (n. 1901)
- Simon Bussy, pittore francese (n. 1870)
- Corrado Cafici, archeologo e politico italiano (n. 1856)
- Albert Campbell, fisico britannico (n. 1862)
- Francis Casadesus, violinista e compositore francese (n. 1870)
- Charles Manning Child, biologo statunitense (n. 1869)
- Decio Cinti, traduttore, lessicografo e storico italiano (n. 1879)
- Austin Hobart Clark, zoologo statunitense (n. 1880)
- Silvio Corio, anarchico italiano (n. 1875)
- Antonio Cubeddu, poeta italiano (n. 1863)
- Ludwig Curtius, archeologo tedesco (n. 1874)
- Siro Dandrea, alpinista italiano (n. 1921)
- Jibanananda Das, poeta indiano (n. 1899)
- Nicolae Davidescu, scrittore rumeno (n. 1888)
- Pietro Deiro, fisarmonicista italiano (n. 1888)
- Albert Demolon, agronomo francese (n. 1881)
- Thomas Derrick, artista inglese (n. 1885)
- George William Edwards, economista statunitense (n. 1891)
- Maria Eis, attrice tedesca (n. 1896)
- Charles Wesley Elmer, astronomo statunitense (n. 1872)
- Faiz Muhammad Khan Talpur II, principe indiano (n. 1913)
- Giuseppe Favaro, anatomista italiano (n. 1877)
- Gennaro Fermariello, politico e avvocato italiano (n. 1883)
- André Ferré, poeta italiano (n. 1904)
- Louis Forestier, direttore della fotografia francese (n. 1892)
- Nils Fougstedt, artigiano, scultore e illustratore svedese (n. 1881)
- Edouard-Jean Gilbert, micologo francese (n. 1888)
- Vincenzo Guarnaccia, poeta e traduttore italiano (n. 1899)
- Enrique Gómez Muñoz, calciatore spagnolo (n. 1898)
- Marcel Henneberg, calciatore svizzero (n. 1882)
- Augusto Hermet, scrittore, musicologo e saggista italiano (n. 1889)
- Ludwik Hirszfeld, biologo polacco (n. 1884)
- Béla Husz, botanico e micologo ungherese (n. 1893)
- Liberty Hyde Bailey, botanico statunitense (n. 1858)
- Jean Jenny, nuotatore e pallanuotista svizzero
- Paul Ludwig Ewald von Kleist, generale tedesco (n. 1881)
- Nikolaj Nikolaevič Korotkov, calciatore russo (n. 1893)
- Vincas Krėvė-Mickevičius, scrittore lituano (n. 1882)
- Rūdolfs Kundrāts, calciatore lettone (n. 1907)
- Maurice Leenhardt, missionario e etnologo francese (n. 1878)
- Francesco Longo Mancini, pittore italiano (n. 1880)
- Bertha Lum, artista statunitense (n. 1869)
- José María López Mezquita, pittore spagnolo (n. 1883)
- Ernestina Prola, pilota automobilistica italiana (n. 1876)
- Fratelli Manakis, fotografo e regista greco (n. 1878)
- Thomas Lot Mason, calciatore britannico (n. 1886)
- George Herbert McCaffrey, militare e criminale di guerra statunitense (n. 1890)
- J.B. McDowell, regista e direttore della fotografia britannico (n. 1878)
- Mihri Müşfik Hanım, pittrice turca (n. 1886)
- Antonio Modarelli, direttore d'orchestra e compositore statunitense (n. 1894)
- Iginio Montini, scultore italiano (n. 1874)
- Getulio Moroncini, critico letterario italiano (n. 1871)
- Jean Mugeli, produttore cinematografico e regista francese (n. 1890)
- Paride Negri, generale italiano (n. 1883)
- Gaetano Orzali, ingegnere e architetto italiano (n. 1873)
- Charles Lathrop Parsons, chimico statunitense (n. 1867)
- Mario Pellegrini, architetto italiano (n. 1910)
- Silvio Piccini, architetto italiano (n. 1877)
- Herbert Prior, attore inglese (n. 1867)
- Giulio Provenzal, chimico e divulgatore scientifico italiano (n. 1872)
- Attilio Felice Riva, carabiniere italiano (n. 1874)
- Domenico Rolla, partigiano e politico italiano (n. 1908)
- Emilio Roncarolo, direttore della fotografia e regista italiano (n. 1884)
- Cayetano Saporiti, calciatore uruguaiano (n. 1887)
- Attilio Regolo Scarsella, educatore e storico italiano (n. 1870)
- Salvatore Sini, avvocato e scrittore italiano (n. 1873)
- Alfio Tomaselli, medico, poeta e critico letterario italiano (n. 1871)
- Giuseppe Tonnini, scultore italiano (n. 1875)
- Ernest Vajda, commediografo, romanziere e sceneggiatore ungherese (n. 1886)
- Salvador Valeri, architetto spagnolo (n. 1873)
- Carlo Vercesi, ginecologo italiano (n. 1887)
- Ireneo Vinciguerra, politico italiano (n. 1887)
- Voldemārs Viņķis, calciatore lettone (n. 1903)
- Gaetano Viviani, baritono italiano (n. 1896)
- Paulette Weber, aviatrice belga